# محدودیت سرعت توصیه شده
محدودیت سرعت توصیه شده (در کشور آلمان)  نوعی محدودیت سرعت است که از سوی مراجع ذیصلاح در مسیرهای سواره رو با تابلوهای مختلف اعلام می گردد اما الزامی نیست. 

## نگارخانه

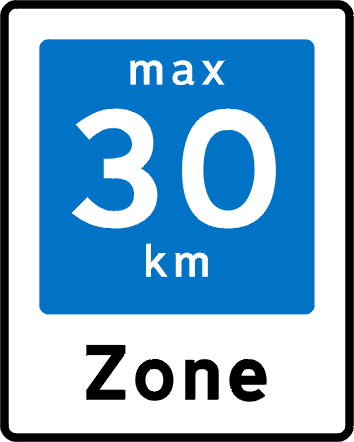